# Cogomina roja
La cogomina roja(Melanophyllum haematospermum),

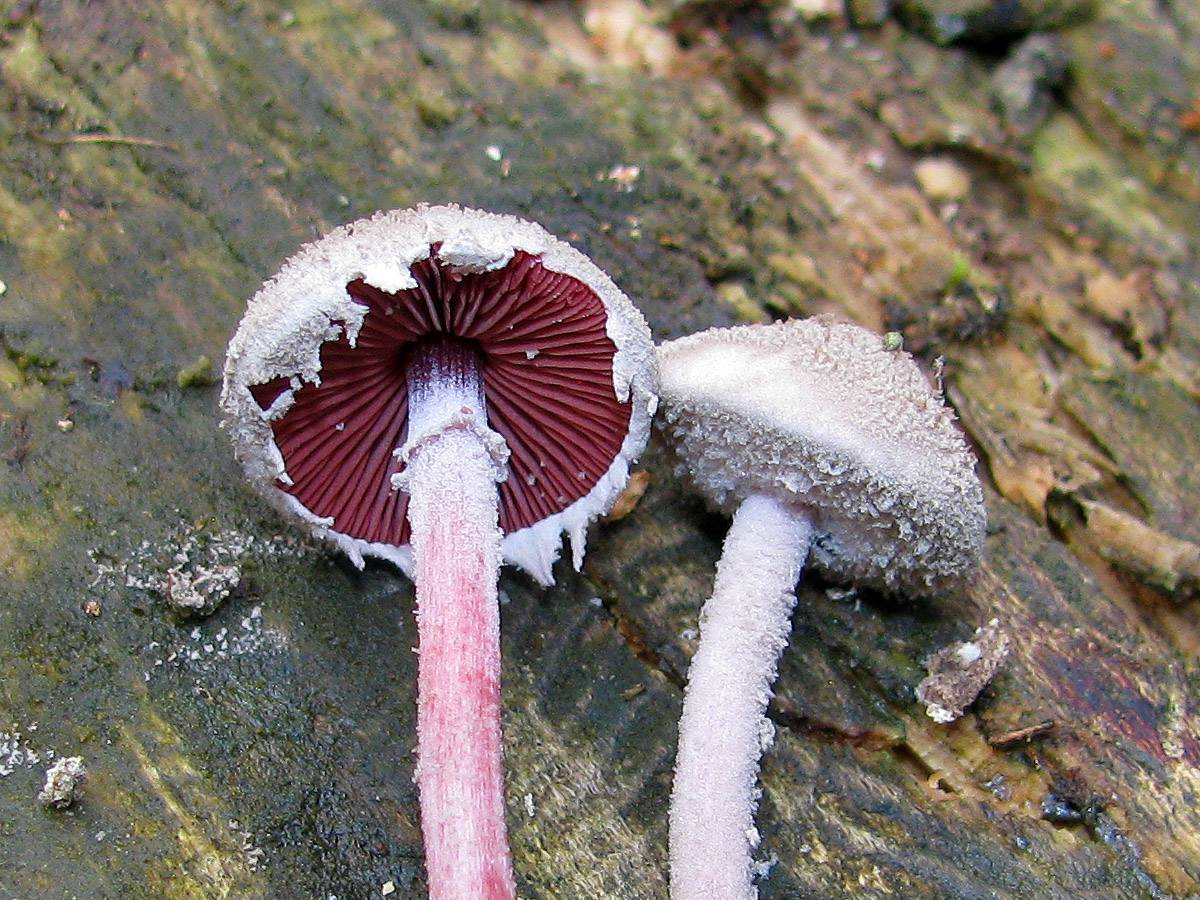
Detall del color de les làmines i de la superfície i marge del barret de la cogomina roja (Melanophyllum haematospermum)

== Comestibilitat ==, País Valencià i Menorca